# Lüsigang (köpinghuvudort i Kina, Jiangsu Sheng, lat 32,06, long 121,60)
Lüsigang är en köpinghuvudort i Kina. Den ligger i provinsen Jiangsu, i den östra delen av landet, omkring 260 kilometer öster om provinshuvudstaden Nanjing. Antalet invånare är 140 865. Befolkningen består av 75 518 kvinnor och 65 347 män. Barn under 15 år utgör 11,0 %, vuxna 15-64 år 69 %, och äldre över 65 år 18,0 %.
Lüsigang är det största samhället i trakten. 
Genomsnittlig årsnederbörd är 1 265 millimeter. Den regnigaste månaden är juli, med i genomsnitt 213 mm nederbörd, och den torraste är januari, med 31 mm nederbörd.